# Lithophane consocia
Lithophane consocia là một loài bướm đêm thuộc họ Noctuidae. Nó được tìm thấy ở khắp miền bắc, miền trung và miền đông châu Âu, phía đông đến Xibia. Có ghi chép đơn lẻ từ Đại Anh, nơi nó được ghi nhận ở Hampstead, London, tháng 9 năm 2001..

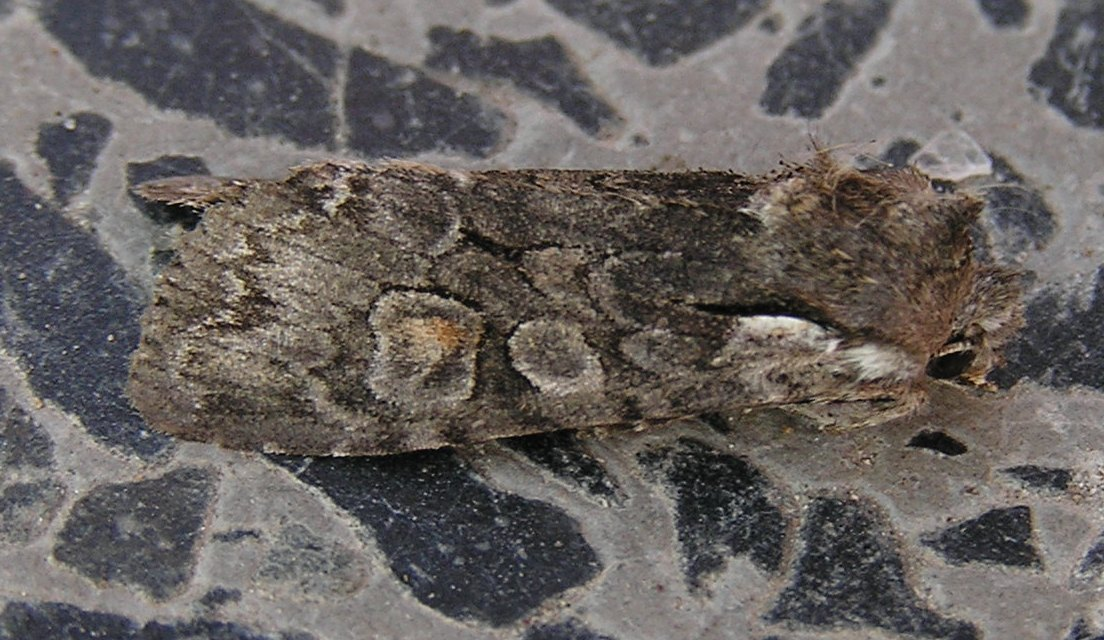

Sải cánh dài 43–48 mm. Con trưởng thành bay từ tháng 9 và overwintering until tháng 5.
Ấu trùng ăn Alnus và Corylus.

## Phụ loài
- Lithophane consocia consocia (Europe)
- Lithophane consocia grisea (tây nam Siberia)

## Hình ảnh

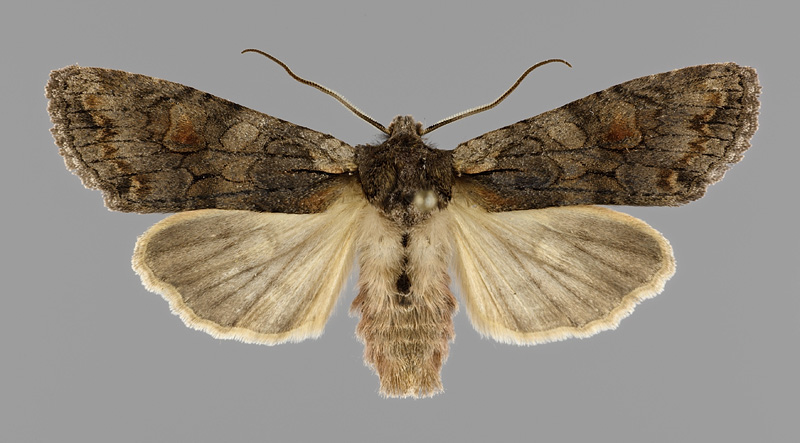